# 当麻王
当麻王（たぎまおう、生没年不詳）は、奈良時代の皇族。官位は従四位下・左大舎人頭。

## 経歴
天平宝字8年（764年）藤原仲麻呂の乱終結後に行われた、親王や大臣の子孫に対する叙位にて、無位から従五位下に直叙される。称徳朝から光仁朝にかけて少納言を務める一方で、信濃介・下野介・尾張守と地方官を兼ねた。
宝亀2年（771年）従五位上に叙せられ、光仁朝末の宝亀10年（779年）遠江守に任ぜられ地方官に転じる。
天応元年（781年）正五位下、延暦2年（783年）正五位上と桓武朝の初頭に昇進し、天応2年（782年）には中務大輔に任ぜられて京官に復している。その後、備前守・左大舎人頭などを歴任し、延暦9年（790年）従四位下に至る。

## 官歴
『続日本紀』による。
- 天平宝字8年（764年） 10月7日：従五位下（直叙）
- 時期不詳：少納言
- 天平神護3年（767年） 7月3日：兼信濃介
- 神護景雲3年（769年） 6月9日：兼下野介
- 宝亀元年（770年） 10月23日：兼尾張守
- 宝亀2年（771年） 11月25日：従五位上
- 宝亀10年（779年） 2月23日：遠江守
- 天応元年（781年） 11月15日：正五位下
- 天応2年（782年） 2月7日：中務大輔、遠江守如元
- 延暦2年（783年） 2月5日：正五位上。3月12日：大膳大夫
- 延暦3年（784年） 7月13日：中務大輔
- 延暦7年（788年） 2月6日：備前守
- 延暦9年（790年） 2月27日：従四位下
- 延暦10年（791年） 7月4日：左大舎人頭、備前守如故